# UEFA's koefficientliste
UEFA's koefficientliste er en liste over alle europæiske fodboldklubbers præstationer i de europæiske turneringer. Der findes en koefficientliste for både klubber og lande, altså klubberne tilsammen.
Måden det er regnet ud på er over de seneste 5 år, hvor hver kvalifikationsrunde giver point, gruppespil giver point, og vundne kampe giver point. Den måde, det bliver regnet på, kan man se på

## Danmarks placering på UEFA's koefficientliste
Pr. 1. juni 2011 lå Danmark som nummer 12, hvilket gjorde, at også i sæsonen 2012/2013 ville nummer 1 og 2 i Superligaen gå videre til Champions League, hvor mestrene kom direkte i gruppespillet, mens nummer 2 indtræder i 3. kvalifikationsrunde for ikke-mestre. Nummer 3 og 4 i Superligaen samt pokalvinderen ville komme i kvalifikationen til Europa League. Her ville pokalvinderen indtræde i 4. kvalifikationsrunde, mens nummer 3 vil indtræde i 3. kvalifikationsrunde og nummer 4 i 2. kvalifikationsrunde.
Pr. 12. april 2018 lå Danmark nr. 17, hvilket ikke var nok til at give Danmark en direkte plads i Champions League. Dermed fik vinderen af Superligaen en plads i kvalifikation til Champions League. Nr. 2 skulle i Europa League playoff, mens nr. 3 skulle spille mod vinderen fra nedrykningsplayoff til at komme i kvalifikation til Europa League.

## Danske klubber på UEFA's koefficientliste
Pr. 12. april 2018 er de danske klubber, som ligger over landskoefficienten på 25.950, placeret i Europa på følgende måde:
| Placering | Point  | Hold            |
| --------- | ------ | --------------- |
| 48        | 39.190 | FC København    |
| 116       | 16.690 | FC Midtjylland  |
| 126       | 15.190 | Esbjerg         |
| 146       | 11.690 | AaB             |
| 157       | 10.190 | Brøndby IF      |
| 211       | 6.690  | SønderjyskE     |
| 212       | 6.690  | Randers FC      |
| 213       | 6.689  | FC Nordsjælland |
| 226       | 6.190  | Lyngby          |

## Fodnoter
1. ↑  Method, hentet den 18. maj 2010.